# Villa Margaretha

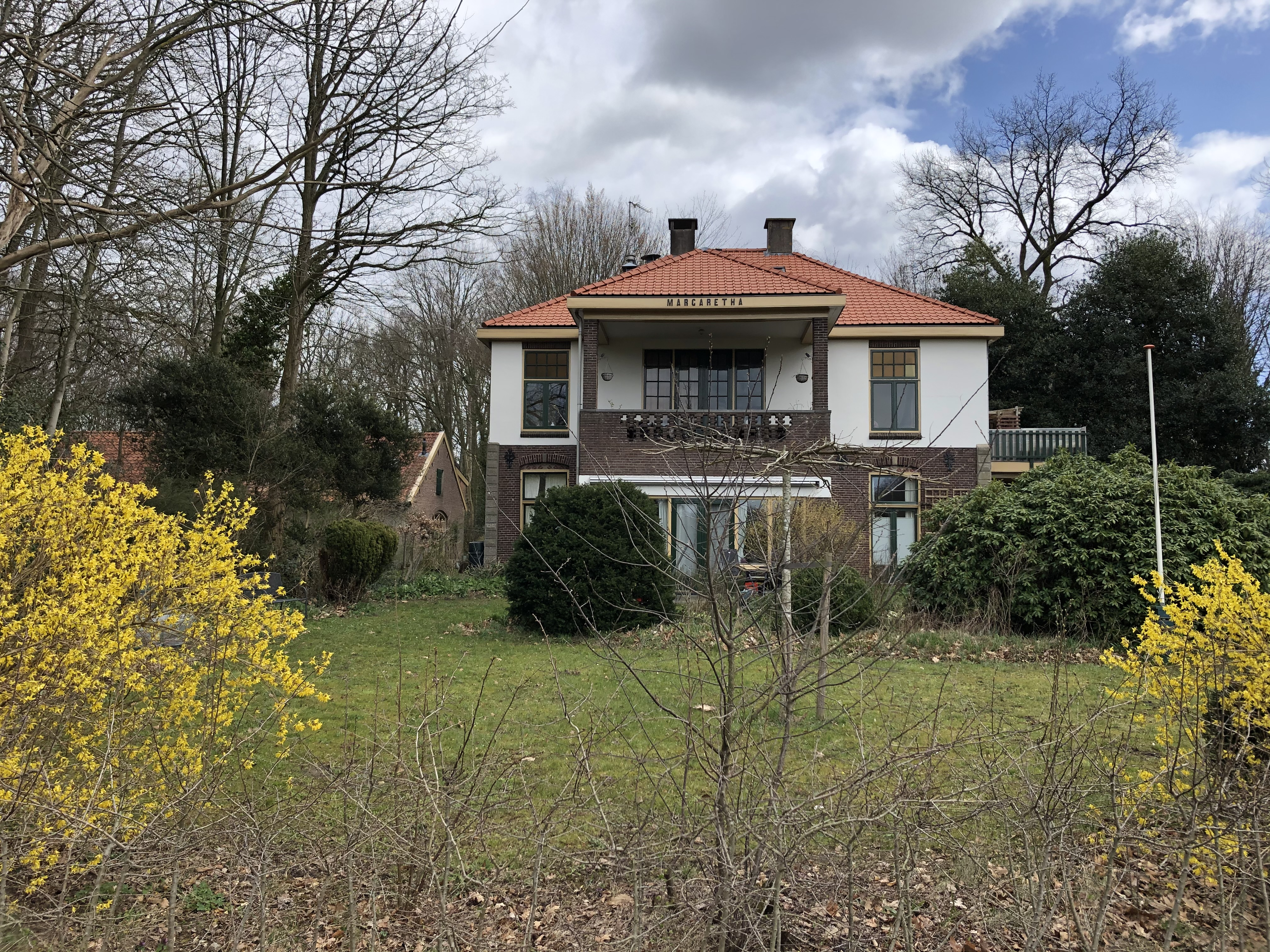
De villa in 2021

De Villa Margaretha in de Nederlandse stad Wageningen is de voormalige familiewoning van de voor Wageningen betekenisvolle burgemeestersfamilie Van Zadelhoff en werd gebouwd in 1901.

## Ligging en bouwhistorie
De voor Wageningen kenmerkende villa aan de Bennekomseweg werd gebouwd in een 19de-eeuwse landhuisstijl in een stuk land ingesloten door de Bennekomseweg, de Diedenweg en de Buissteeg. Het pand had typerende kenmerken uit die tijd zoals een schijnspant en makelaar in het dak en schuiframen. In de jaren 20 werd de villa drastisch verbouwd met toevoeging van een extra verdieping en kreeg zij de romantische uitstraling die ze vandaag de dag nog heeft, met een grote erker balkons en glas in loodramen. In 1980 wordt de Villa verbouwd door de gemeente Wageningen tot HAT-eenheden. In 1981 of 1982 komt de villa in handen van de Wageningse Woningbouwcorporatie 'De Woningstichting'.

## Bouwbiografie
Eind 19e eeuw zocht de jongste telg van de familie, Cornelis Jacob Pieter van Zadelhoff, een plek om een gezin te stichten en te rentenieren op het kapitaal van zijn familie. Hij koos daarvoor een locatie aan de Bennekomseweg en liet een landhuis bouwen. Van Zadelhoff liet de gevelsteen plaatsen door zijn gade mevrouw G.J. van Zadelhoff-Bruil, vernoemde de villa naar hun eerste dochter 'Margaretha' en was van plan om inkomsten te verwerven door middel van bosbouw en veeteelt, een onderneming die de goedkeuring van zijn familie niet bepaald kon wegdragen. De oudste bomen in het bos rond het huis, dat deels toegankelijk is voor publiek, zijn nog van originele aanplant uit die periode.
In de jaren 20 vond de familie het huis kennelijk te klein, of niet modern genoeg, en werd het drastisch verbouwd door toevoeging van een extra verdieping en 'moderne' veranda's en balkons. De bouwstijl ademt de sfeer van de roaring twenties.
In 1944 werd de familie met de rest van Wageningen geëvacueerd na de landing van de Britse troepen bij Wolfheze en Heelsum voor Operatie Market Garden. Van Zadelhof zelf zou niet terugkeren, want hij stierf tijdens of vlak na de evacuatie aan een longontsteking. De familie zelf keerde wel terug in 1945 en trof het huis aan in verlaten en verpauperde toestand, omdat het dienstgedaan had als legeringsplaats voor Canadese en Britse troepen. De namen van de soldaten stonden nog met kalk op de deuren geschreven.
De van Zadelhoffs wilden er nu niet meer blijven wonen en verhuren het huis aan de heer Kruizinga. Zijn vrouw trok bij haar man in in 1957, voedde er al haar kinderen op en zou er blijven wonen tot aan 2011. In 1980 werd het pand onder de zogeheten Nota van Dam omgebouwd tot HAT-eenheden. Het pand – en de ernaast gelegen voormalige schuur – worden nog altijd in kleine appartementjes verhuurd aan particulieren. In 2016 deden de bewoners mee aan de Nationale Monumentendag en werd de Villa opengesteld voor publiek.